# Como sapiens
Como sapiens fue un programa de televisión de España, emitido por la cadena pública La 1 de TVE. Emitido en horario vespertino de lunes a viernes, desde el 22 de noviembre de 2020 pasó a emtirse exclusivamente los domingos.

## Formato
Se trata de un magacine que gira en torno al mundo culinario. En el programa se muestran recetas de cocina, compaginando con entrevistas y reportajes, con un hilo conductor común que es el ámbito de la alimentación.

## Equipo
La presentación corrió a cargo del actor Miguel Ángel Muñoz, asistido por Tania Llasera. Junto a ellos, y ejerciendo la labor de reporteros, rostros populares, como Elena Furiase, David Bustamante, Paloma San Basilio, Celia Villalobos o Soledad Jiménez.